# Janat Mukwaya
Janat Balunzi Mukwaya là một chính trị gia và cựu Đại úy trong quân đội của Uganda. Bà là Bộ trưởng Bộ Giới tính, Lao động và Xã hội trong Nội các của Uganda. Bà được bổ nhiệm vào vị trí đó vào ngày 6 tháng 6 năm 2016. Trước đây bà từng là Bộ trưởng cho các Tổng cục trong Văn phòng Thủ tướng từ ngày 16 tháng 2 năm 2009 đến ngày 27 tháng 5 năm 2011  Trước đó, bà là Bộ trưởng Bộ Thương mại và Công nghiệp từ tháng 6 năm 2006 đến tháng 2 năm 2009. Vào tháng 5 năm 2011, Mukwaya tạm thời rút lui khỏi chính trị và được Kiddu Makubuya thay thế trong nội các. Bà cũng từng là thành viên được bầu của Nghị viện Quốc hội Mukono, Quận Mukono, từ năm 2006 cho đến khi nghỉ hưu vào năm 2011 

## Lịch sử và giáo dục
Mukwaya sinh ngày 12 tháng 12 năm 1951 tại quận Mukono. Bà học ngành khoa học chính trị và quản trị xã hội tại Đại học Makerere từ năm 1971 đến năm 1975, tốt nghiệp bằng Cử nhân Nghệ thuật với bằng danh dự. Trong khoảng thời gian từ 1975 đến 1981, bà làm thẩm phán hành chính (thẩm phán) cấp II tại tòa án nông thôn. Năm 1981, bà gia nhập Quân đội Kháng chiến Quốc gia (NRA) với tư cách là một chiến binh. Bà đã được thăng chức lên cấp bậc đội trưởng trong NRA. Bà cũng có bằng Thạc sĩ Nghệ thuật về chính sách công và quản lý của Đại học Luân Đôn.

## Sự nghiệp chính trị
Sau khi NRA nắm quyền vào năm 1986, Mukwaya được bổ nhiệm làm giám đốc phụ trách phụ nữ trong Bộ Giới tính, Lao động và Xã hội, nơi bà phục vụ cho đến năm 1990. Năm 1994, bà được bổ nhiệm làm thư ký riêng cho Phó Tổng thống của Uganda, phục vụ trong khả năng đó cho đến năm 1995. Từ năm 1995 đến 1996, Mukwaya từng là Bộ trưởng Bộ Ngoại giao cho Tam giác Luwero trong Văn phòng Tổng thống. Từ năm 1996 đến 2001, bà là Bộ trưởng Bộ Giới, Lao động và Phát triển Xã hội.
Bà đã trở thành Tổng chưởng lý và Bộ trưởng Bộ Tư pháp & Hiến pháp của Uganda năm 2004 và phục vụ ở vị trí đó cho đến năm 2005. Năm 2005, bà được chuyển sang Bộ Nông nghiệp nơi bà làm Bộ trưởng Nông nghiệp, Công nghiệp Động vật & Thủy sản cho đến năm 2006.
Năm 2006, bà được bầu vào Nghị viện về tấm vé của Phong trào Kháng chiến Quốc gia để đại diện cho Quốc hội Nam Mukono. Cùng năm đó, bà được bổ nhiệm làm Bộ trưởng Bộ Du lịch, Thương mại và Công nghiệp, một vị trí bà nắm giữ cho đến khi được bổ nhiệm vào văn phòng thủ tướng làm Bộ trưởng Nội các cho các Tổng cục. Theo trang web của Quốc hội Nhật Bản, Mukwaya được ghi danh vào chương trình thạc sĩ thông qua học tập từ xa, có bằng Thạc sĩ Khoa học về chính sách công và quản lý tại Đại học Luân Đôn. Vào tháng 1 năm 2010, báo chí ở Uganda đưa tin rằng bà sẽ không tranh cử ghế quốc hội trong cuộc bầu cử quốc gia năm 2011.